# João Bethencourt
João Estevão Weiner Bethencourt (Budapest, 1924. december 10. – Rio de Janeiro, 2006. december 31.) magyar-brazil drámaíró, rendező, színházi kritikus, műfordító, 1934-ben, tízéves korában családja Brazíliába költözött.

## Életpályája
Mezőgazdaság-tudományt tanult Rio de Janeiróban, az 1950-es években pedig dramaturgiát a Yale Egyetem Drama Schoolján. Hazatérése után, 1954-ben Rióban, egy amatőr színtársulattal megrendezte Thornton Wilder A mi kis városunk című darabját, ami színházi, film- és televíziós rendezői pályája kezdetét jelentette.
Számos műfordítása mellett több mint 40 saját színdarabot írt, főleg vígjátékokat, amelyeket rendszeresen meg is rendezett. Darabjait jónéhány nyelvre lefordították, s játszották a világ minden táján. Az egyik legsikeresebb A nap, amelyen a pápát elrabolták (O Dia em que Raptaram o Papa) című vígjátékát 1972-ben mutatták be, s ma 42 országban játsszák), a komédia igazi klasszikusa. A többi, jól ismert darabja: Hogyan lehetek playboy? (Como Matar um Playboy), Telitalálat! (Bonifácio és a milliárdok – Bonifácio Bilhões) és Az ellopott bűnöző (Crime Roubado).
1954-ben tanszéket alapított színházi rendezők képzésére, rendszeresen írt humoros, kegyetlen újságcikkeket, színházi kritikákat. Brazília Guanabara állama kulturális ügyek osztályának igazgatója, Rio de Janeiro színházi rendezői egyesületének elnöke. Számos televíziós produkció fűződik a nevéhez, amelynek legtöbbjét ő írta és rendezte. Neki köszönhető, hogy sok amerikai és európai drámaírót megismertek Brazíliában.
A magyarok általában jól tanulják az idegen nyelveket, de ő túllépte ezt a „szabványt” is: portugál, francia, angol, német, spanyol és olasz nyelven folyékonyan beszélt, és nagyon sok más európai nyelvet is ismert. Az utolsó munkája Molière A fösvényének színpadra állítása volt. A hiteles (és szabálytalan) 17. századi forrásokhoz ment vissza, hogy átírja a régi francia mesterek remekeit a mai brazíliai portugál nyelvre. Több mint 80 éves volt, de egy valóságos fiatalember alkotott a vastag szemüveg mögött. Legeredményesebb fordítása Jean Poiret 1973-as Őrült nők ketrece volt, elsőként Brazíliában.
Mindig kész volt segíteni minden olyan projektben, amelynek célja a szegények hozzáférése a kultúrához. Életének utolsó nyolc évében önként jelentkezett a zsűribe, amely a tizenévesek által írt színjátékokat értékelte a kábítószerrel való visszaélés és annak következményei témájával kapcsolatban, amit a Rio de Janeiróa-i önkormányzat szervezett. Ez évente körülbelül hetven darab elolvasását és osztályozását jelentette.
Drámai technikákat is tanított drámaíróknak egyetemi szinten és műhelyekben. Nagyon könnyű volt barátságba kerülni vele. Az özvegye, Margot Bethencourt színésznő mesélte, hogy élete utolsó napján, Rio de Janeiro egyik legjobb kórházában a belőle kilógó sok cső kellemetlensége ellenére azt mondta a nővérnek, hogy kényelmesebb neki, mint egy ötcsillagos szolgáltatásokat nyújtó szállodában. És ez volt az utolsó nevetés, amit nekünk adott. És az egyetlen lehetőség a könnyekre. Különben több ezer nevetés maradt utána számos bohózatában.
2006. december 31-én, Rio de Janeiróban, bélfertőzés következtében halt meg

## A nap, amelyen a pápát elrabolták
A képzeletbeli IV. Albert pápa egy megerőltető New York-i utazása során a karmelita kolostorban töltött kétnapos pihenés után a hátsó kijáraton át elhagyja szállását, és taxiba ül. A taxi a zsidó Samuel Leibowitzé, akinek rengeteg ötlete van, amelyekkel a feleségét gyakran kétségbe ejti. Most az a zseniális ötlete támadt, hogy elrabolja a pápát, de nem pénzért, hanem azért, hogy 24 órán át béke legyen a világban, a zsarolás következtében. Az esetet mind a pápa, mind a család egyre inkább élvezi, amennyire a rendőrség és a hadsereg ezt lehetővé teszik. A ház barátja, Meyer rabbi elmondja a rendőröknek, hogy hol van a pápa; miközben ők szenvedélyesen sakkoznak a brooklyni lakásban. Happy enddel végződik az emberrablás, a pápa nagylelkűségének köszönhetően.

## Művei
- A nap, amelyen a pápát elrabolták, vígjáték két felvonásban. Rainer Walch fordításában németországi forgalmazója és kiadója a Deutscher Bühnenschriftsteller und Bühnenkomponisten, Hamburg, 1972 OCLC 630823350
  - Regényként németre fordította Gerhard Freund. Schulz, Percha am Starnberger See, 1975 ISBN 3-7962-0080-X
- Olaj, olaj, olaj: bohózat két felvonásban, fordította Gabriel Thomas, Sessler, Bécs, 1979 209685433 dokumentumai a Német Nemzeti Könyvtár (DNB) állományában
- Dolores: vígjáték két felvonásban, fordította Charles Regnier, Sessler, Bécs, 1988 OCLC 174187620

## Fordítás
- Ez a szócikk részben vagy egészben  a   João Bethencourt című német Wikipédia-szócikk ezen változatának fordításán alapul.  Az eredeti cikk szerkesztőit annak laptörténete sorolja fel. Ez a jelzés csupán a megfogalmazás eredetét és a szerzői jogokat jelzi, nem szolgál a cikkben szereplő információk forrásmegjelöléseként.